# Joseph Aoun
Joseph Aoun (arab. ‏جوزيف عون‎; ur. 18 listopada 1933) – libański strzelec, olimpijczyk. 
Reprezentował Liban na igrzyskach olimpijskich w 1964 roku (Tokio). Startował w trapie, w którym zajął 40. pozycję.

## Wyniki olimpijskie
| Igrzyska | Konkurencja | Wynik       | Miejsce | Źródło |
| -------- | ----------- | ----------- | ------- | ------ |
| IO 1964  | Trap        | 176 punktów | 40      | [ 1 ]  |